# 韋爾巴赫河
49°42′08″N 10°15′09″E / 49.70215°N 10.25251°E

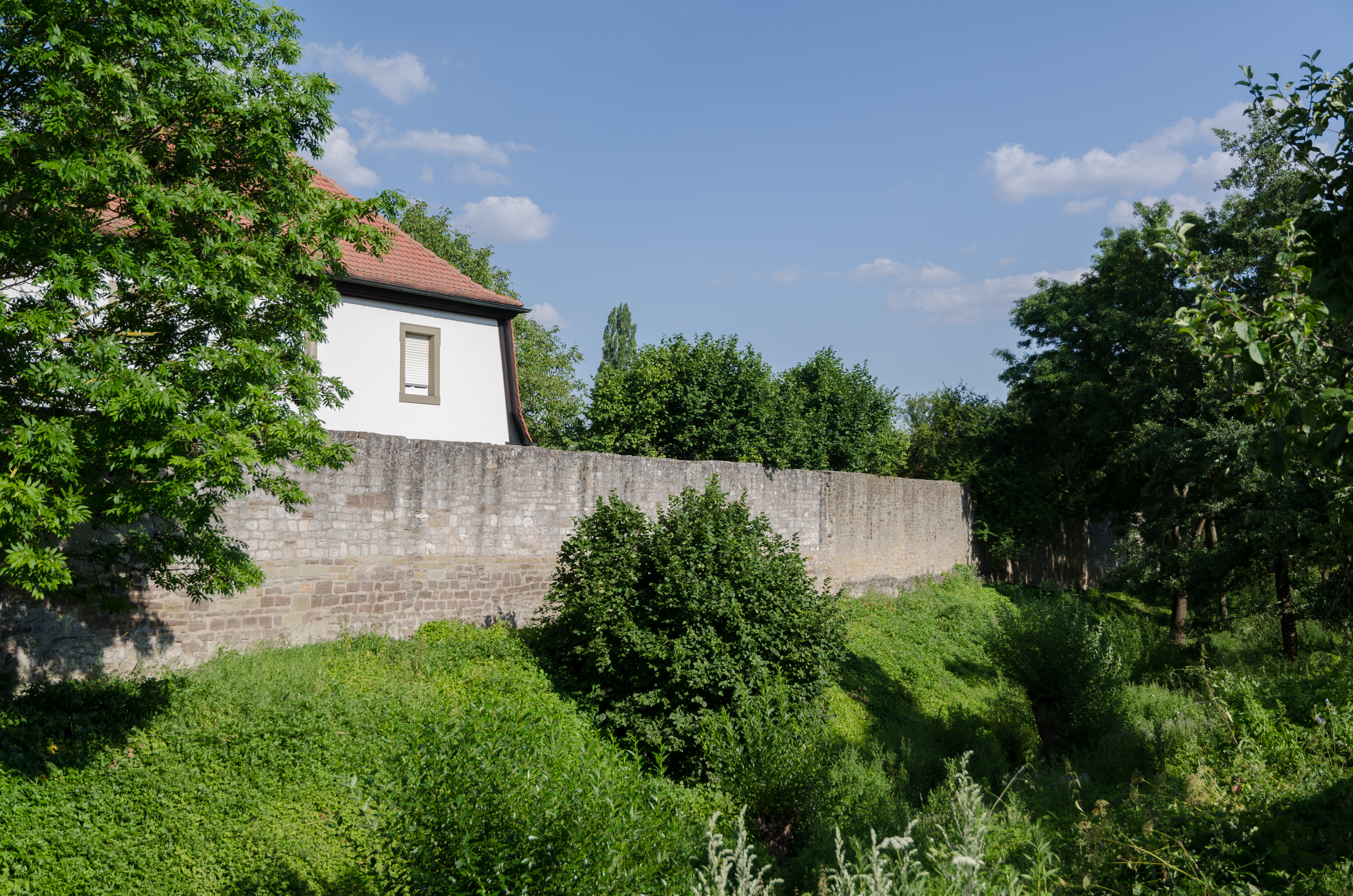

韋爾巴赫河是德國的河流，位於該國東南部，由巴伐利亞負責管轄，屬於錫克斯巴赫河的支流，河道全長5.7公里，流域面積7.9平方公里。